# Campo di concentramento di Nohra
Il campo di Nohra fu il primo tra i campi di concentramento nazisti in Germania, istituito il 3 marzo 1933 in una scuola presso un campo di aviazione a Nohra.
Era amministrato dal Ministero degli interni della Turingia e deteneva esclusivamente politici comunisti che costituivano la metà del gruppo del partito comunista presente nel parlamento statale della Turingia. I prigionieri non erano costretti a lavorare, non subivano maltrattamenti sistematici, ma soffrivano per le disastrose condizioni igieniche e la mancanza dei letti.
Il campo fu chiuso dopo pochi mesi; l'edificio fu demolito negli anni 1950. Una targa commemorativa è stata posta nel 1988 e tolta nel 1990. Dal 2023 non esiste più una bacheca commemorativa del campo.

## Contesto storico
Dal 1930 il partito nazista faceva parte del governo dello stato federato della Turingia, quando Wilhelm Frick fu nominato ministro degli interni. Dopo le elezioni statali del 1932 i nazisti formarono un governo di coalizione sotto la guida di Fritz Sauckel, che ricoprì anche la carica di ministro degli interni. Il 28 febbraio 1933 fu costituita un'unità Hilfspolizei della Turingia sotto il comando di Sauckel, con membri reclutati dalle SA, dalle SS e dall'associazione dei veterani dello Stahlhelm. Dopo l'incendio del Reichstag del 27 febbraio 1933 furono arrestati centinaia di membri del Partito Comunista di Germania.
Per ridurre il sovraffollamento delle carceri, il Ministero degli interni della Turingia decise di istituire nuovi campi, definiti Sammellager, il primo fu aperto il 3 marzo 1933 a Nohra, vicino a Weimar: quel giorno arrivarono 100 prigionieri da varie stazioni di polizia e prigioni vicine. Molti provenivano dalle città industriali di orientamento socialista della Turingia. Il giorno successivo la popolazione del campo arrivò a contare 170 persone e intorno al 12 marzo raggiunse il picco di 220. Molti altri arresti ebbero luogo dopo le elezioni del 5 marzo. Dall'8 marzo 1933 il campo fu definito un campo di concentramento.

## Il campo

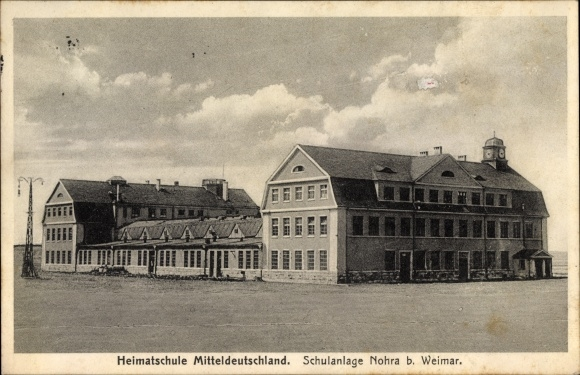
Heimatschule Mitteldeutschland a Nohra, poi sede del campo di concentramento.

Si trovava presso il campo di aviazione di Nohra, in una struttura risalente alla prima guerra mondiale costituita da due edifici collegati da un terzo più basso. Era abbastanza vicino a quello che sarebbe diventato il campo di concentramento di Buchenwald.
Dal 1928 la struttura ospitava la Heimatschule Mitteldeutschland, una scuola militare di destra per ragazzi. Offriva per lo più campi vacanza che combinavano lo sport a sfondo militare e l'educazione politica nazional-conservatrice. Tra il 1928 e il 1931 alle attività della scuola parteciparono 1119 giovani sotto i 15 anni. Vi erano anche un campo di lavoro volontario del Freiwilliger Arbeitsdienst e un campo sportivo militare dell'associazione Stahlhelm. Rappresentavano ulteriori vantaggi l'ideologia locale favorevole, la disponibilità di edifici adatti e la presenza della Schutzpolizei nella vicina Weimar.
Il campo di concentramento era situato al secondo piano e suddiviso in tre grandi stanze arredate solo con paglia e coperte, senza letti. Non c'erano recinzioni né filo spinato, il sito era "liberamente accessibile".

### Amministrazione
A differenza della maggior parte dei campi di concentramento successivi, quello di Nohra non veniva amministrato dalle SA o dalle SS, ma dal Ministero degli interni della Turingia. Gli studenti della Heimatschule furono impiegati come guardie aggiunte. Nell'edificio scolastico fu allestita una stazione di polizia dove venivano interrogati i nuovi arrivati. Il comandante della stazione viveva nelle vicinanze, nell'ancor oggi chiamata localmente Kommandantenvilla, che nel 2003 è diventata una Gasthaus.

## Vita nel campo
Tutti i prigionieri erano comunisti turingi. A Nohra fu impirionata la metà del gruppo KPD del parlamento della Turingia, compresi Rudolf Arnold, Richard Eyermann, Fritz Gäbler, Leander Kröber ed Erich Scharf. Tra gli altri prigionieri vi erano il membri del KPO Werner Klinz e l'ex deputato del KPD Hermann Steudner.
I prigionieri non lavoravano, trascorrevano l'intera giornata nei padiglioni in cui dormivano; la monotonia veniva interrotta solo dagli interrogatori o dai nuovi arrivi. Le guardie non commettevano abusi sistematici, ma le condizioni igieniche erano molto scarse, soprattutto perché il campo era sovraffollato.
Il detenuto Fritz Koch, funzionario del gruppo paramilitare Roter Frontkämpferbund, morì il 17 marzo 1933 in un ospedale di Weimar per un'infezione ai denti contratta nel campo; questo fu l'unico decesso legato al campo di concentramento di Nohra. L'occupazione media era di 95 persone, con un massimo di 220. In totale a Nohra furono internati circa 250 prigionieri fino alla chiusura del campo. Per un breve periodo furono detenute anche alcune donne.
I detenuti furono autorizzati a votare alle elezioni federali tedesche del marzo 1933, il che comportò un significativo aumento dei voti comunisti a Nohra (172 nel marzo 1933 contro i 10 delle elezioni locali del dicembre 1932). I prigionieri che furono liberati dovettero firmare una dichiarazione in cui si impegnavano ad astenersi dai futuri impegni politici.

## Chiusura e eredità
Nohra fu tra i primi campi di concentramento che vennero chiusi, il 12 aprile 1933 o il 10 maggio 1933. Tutti i prigionieri rimasti vennero mandati in una prigione a Ichtershausen. Nell'ottobre 1933 alcuni di loro, tra cui Eyermann e Kröber, vennero trasferiti nel campo di concentramento di Bad Sulza nella vicina città di Bad Sulza. La Heimatschule fu chiusa nell'ottobre 1933. Dal 1935 il campo fu utilizzato dalla Luftwaffe, che aggiunse alcune caserme e altri edifici.
Dopo la fine della seconda guerra mondiale le stesse caserme furono sfruttate dall'Armata Rossa. Nel 1946 il governo della Turingia prese in considerazione l'idea di trasferire gli uffici amministrativi presenti nel campo, ma ciò non fu accettato dalle autorità di occupazione sovietiche.
All'inizio degli anni '50 l'edificio fu demolito . Nel 1988 il Partito di Unità Socialista di Germania del distretto di Weimar ordinò l'installazione di una targa commemorativa che recitava "In dieser Gemeinde haben die imperialistischen Machthaber im März 1933 das erste faschistische Konzentrationslager in Thüringen errichtet" ("In questo comune i governanti imperialisti hanno allestito il primo campo di concentramento fascista in Turingia nel marzo 1933"). Dopo la riunificazione tedesca la targa fu spostata nell'attico del municipio nel 1990, e all'inizio degli anni 2000 non c'era in loco alcuna indicazione dell'esistenza del campo.